# برورا هایتس، نیو ساوت ولز
برورا هایتس (به انگلیسی: Berowra Heights) یک حومه شهر در استرالیا است که در نیو ساوت ولز واقع شده‌است.